# 卜部季武

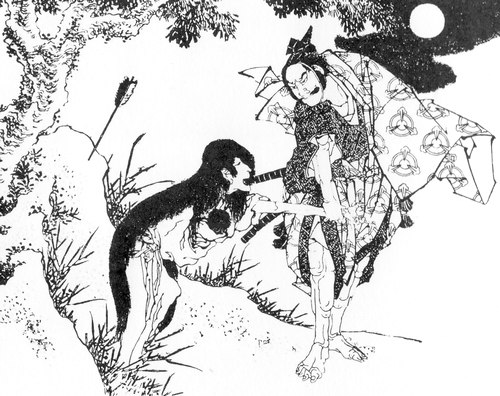
摘錄自葛飾北斎畫著『和漢絵本魁』「卜部季武懲治姑獲鳥(產女)圖」。
(日語：卜部季武 姑獲鳥（産女）を懲す)

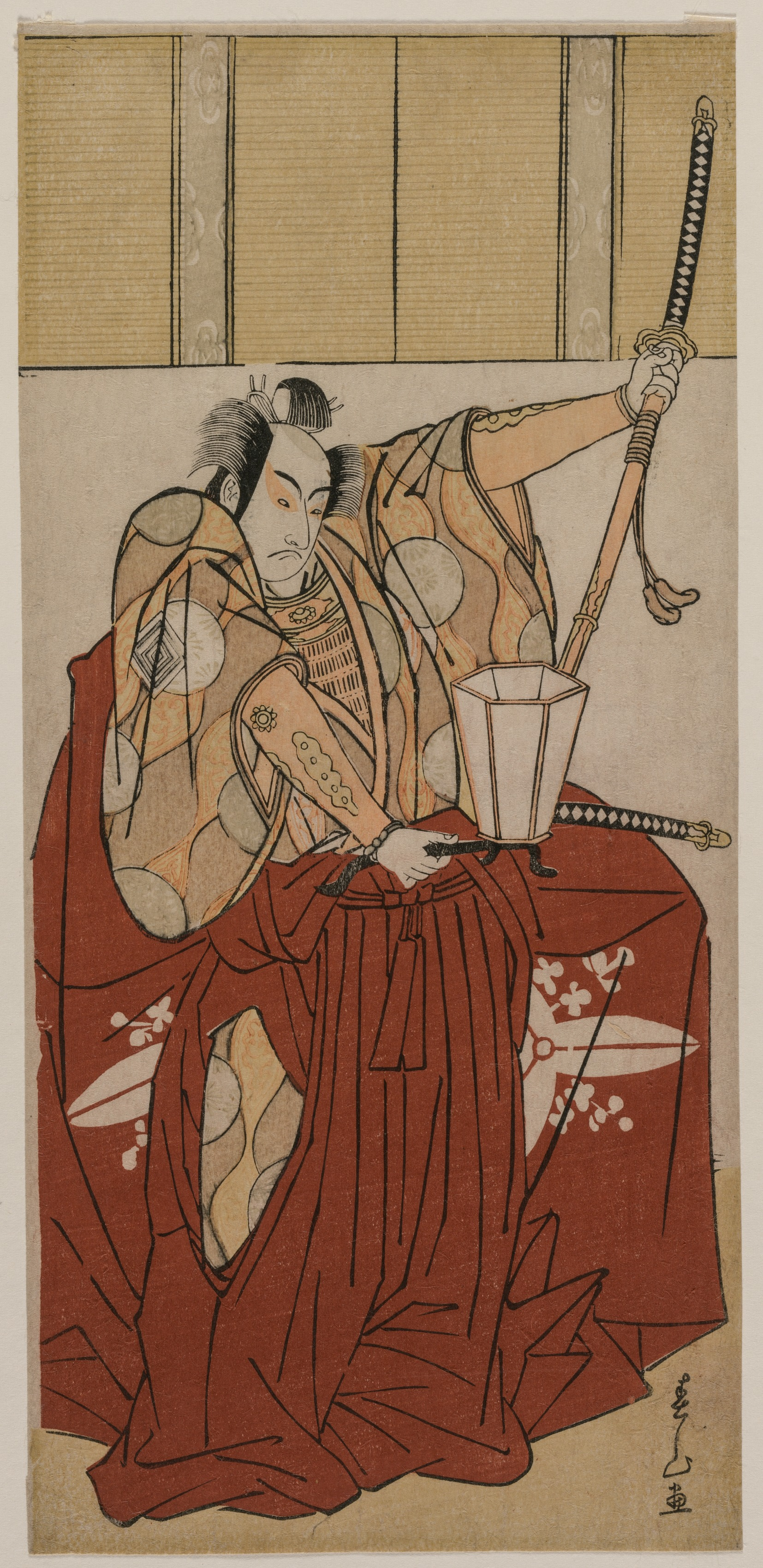
第二代市川門之助飾演的卜部季武-勝川春山繪
(浮世繪，繪於1781年，現藏於克利夫蘭美術館)

卜部季武（日語：うらべ の すえたけ，950年（天曆4年）—1022年（治安2年）），平安時代中期武將。正式名稱為坂上季猛（日語：さかのうえ の すえたけ）。在『今昔物語集』等民間故事集中記載為平季武（日語：たいら の すえたけ）。

仕於源賴光，為賴光四天王之一員。於能劇『大江山』之酒吞童子退治以及神樂『土蜘蛛』『子持山姥』『瀧夜叉姬』中登場而廣為知名。

## 生平
現存於兵庫縣寶塚市的松尾神社，其創建者浦邊太郎坂上季猛便是賴光四天王之一的卜部季武。
根據『柏葉集』『松尾丸社縁起』的記載，自阿智王開始的第八代坂上苅田麻呂，曾於山城國松尾大社求得一子，名為坂上田村麻呂，乳名松尾丸。而後坂上田村麻呂的後人坂上賴次做為坂上黨武家團的棟樑，成為清和源氏源滿仲的御家人，並被任命為山本鄉的守護。當時身為初代山本莊司的賴次為了開發山本鄉，曾獻上田村麻呂的遺產，並發配多名坂上氏族人成為田政所的警衛。
第二代山本莊司為浦邊坂上季長，其子浦邊坂上季猛為第三代山本莊司，後與渡邊綱、碓井貞光、坂田金時等人一同仕於源賴光。據記載坂上季猛於安和年間時，將祖先坂上田村麻呂奉為山本鄉的土地神，並創建將軍宮松尾丸社祭祀之。

## 傳說
『今昔物語集』第27-43卷中記有故事「賴光之家臣平季武遇產女（又稱姑獲鳥）」（日語：頼光の郎等平季武、産女にあひし話）。
故事敘述平季武於暗夜中策馬渡河，在渡河途中遇一產女，產女要求季武抱著嬰兒，季武便從產女手中接過嬰兒並朝岸邊而去，此時產女卻突然大喊「將孩子還給我」並朝季武追去，季武一心急往陸地，待回到旅館時一看，手上抱著的嬰兒竟化成了樹葉。